# Codos (kommunhuvudort)
Codos är en kommunhuvudort i Spanien.   Den ligger i provinsen Provincia de Zaragoza och regionen Aragonien, i den nordöstra delen av landet, 220 km öster om huvudstaden Madrid. Codos ligger 751 meter över havet och antalet invånare är 273.
Terrängen runt Codos är huvudsakligen kuperad, men åt sydväst är den platt. Codos ligger nere i en dal. Runt Codos är det mycket glesbefolkat, med 3 invånare per kvadratkilometer. Närmaste större samhälle är Cariñena, 13,4 km öster om Codos. 